# Le Voyage des comédiens
Pour plus de détails, voir Fiche technique et Distribution.
Le Voyage des comédiens (grec moderne : Ο Θίασος, O Thiasos, litt. « La Troupe ») est un film grec réalisé par Theo Angelopoulos, sorti en 1975.
Tourné pendant les derniers mois de la dictature des colonels, le film reçut le soutien plein et entier des forces de police et de l'armée : les autorités étaient persuadées d'avoir affaire à l'adaptation d'une tragédie antique. Cependant, le gouvernement conservateur après la chute des colonels ne le proposa pas en compétition officielle à Cannes, le considérant trop gauchiste.
En avril 1985, l'Union panhellénique des critiques de cinéma, la PEKK Πανελλήνια Ενωση Κριτικών Κινηματογράφου (Panellinia Enosis Kritikon Kinematographou), le désigna quatrième meilleur film grec de l'histoire.

## Synopsis
De 1939 à 1952, une troupe de théâtre itinérante traverse la Grèce pour jouer une pièce du répertoire populaire : Golfo la bergère, pièce en fustanelle de la fin du XIXe siècle. Cependant, les événements contemporains interrompent sans cesse les représentations. La vie des acteurs en parallèle prend la même tournure que celle des Atrides.

## Fiche technique
- Titre : Le Voyage des comédiens
- Titre original : grec moderne : Ο Θίασος, O Thiasos
- Réalisation : Theo Angelopoulos
- Scénario : Theo Angelopoulos et Petros Markaris
- Photographie : Yorgos Arvanitis (assisté de Vassilis Christomoglou)
- Décors : Mikes Karapireris (assisté de Nikos Papatakis et Nikos Triandaphilopoulos)
- Costumes : Mikes Karapireris
- Son : Thanassis Arvanitis
- Musique : Loukianos Kilaidonis (el) (avec reprise de chansons d'époque choisies par Fotos Lambrinos)
- Montage : Takis Davlopoulos et Giorgos Triandaphillou
- Pays de production : Grèce
- Format : Couleurs - 1,66:1 - Stéréo - 35 mm
- Genre : Drame, historique
- Distributeur : H. Zaphiratos
- Durée : 230 minutes
- Dates de sortie : 
  - Grèce : octobre 1975
  - France : 1976

## Distribution
- Eva Kotamanidou : Électre
- Aliki Georgouli (el) : mère d'Électre
- Stratos Pachis : père d'Électre
- Maria Vassiliou (en) : Chrysothemis, sœur d'Électre
- Petros Zarkadis : Oreste
- Kyriakos Katrivanos : Pylade
- Giannis Fyrios (el) : musicien
- Nina Papazaphiropoulou : vieille femme
- Alekos Boubis : vieil homme
- Grigoris Evangelatos : poète
- Kosta Stiliaris : commandant
- Vangelis Kazan (en) : Egisthe, amant de la mère d'Électre et espion

## Récompenses
- Festival du cinéma grec 1975 (Thessalonique) : meilleur film, meilleur réalisateur, meilleur scénario, meilleur acteur, meilleure actrice, meilleure photographie, meilleur film pour l'association des critiques grecs de cinéma
- Festival de Cannes 1975 : Prix de la critique internationale
- Festival de Taormina 1975 : Prix spécial du jury
- Festival du film de Londres 1975 : Grand Prix
- Prix de l'Âge d'or 1976.